# Enter (Overijssel)
Pour les articles homonymes, voir Enter.
Enter est un village situé dans la commune néerlandaise de Wierden, dans la province d'Overijssel. En 2009, le village comptait environ 7 500 habitants.

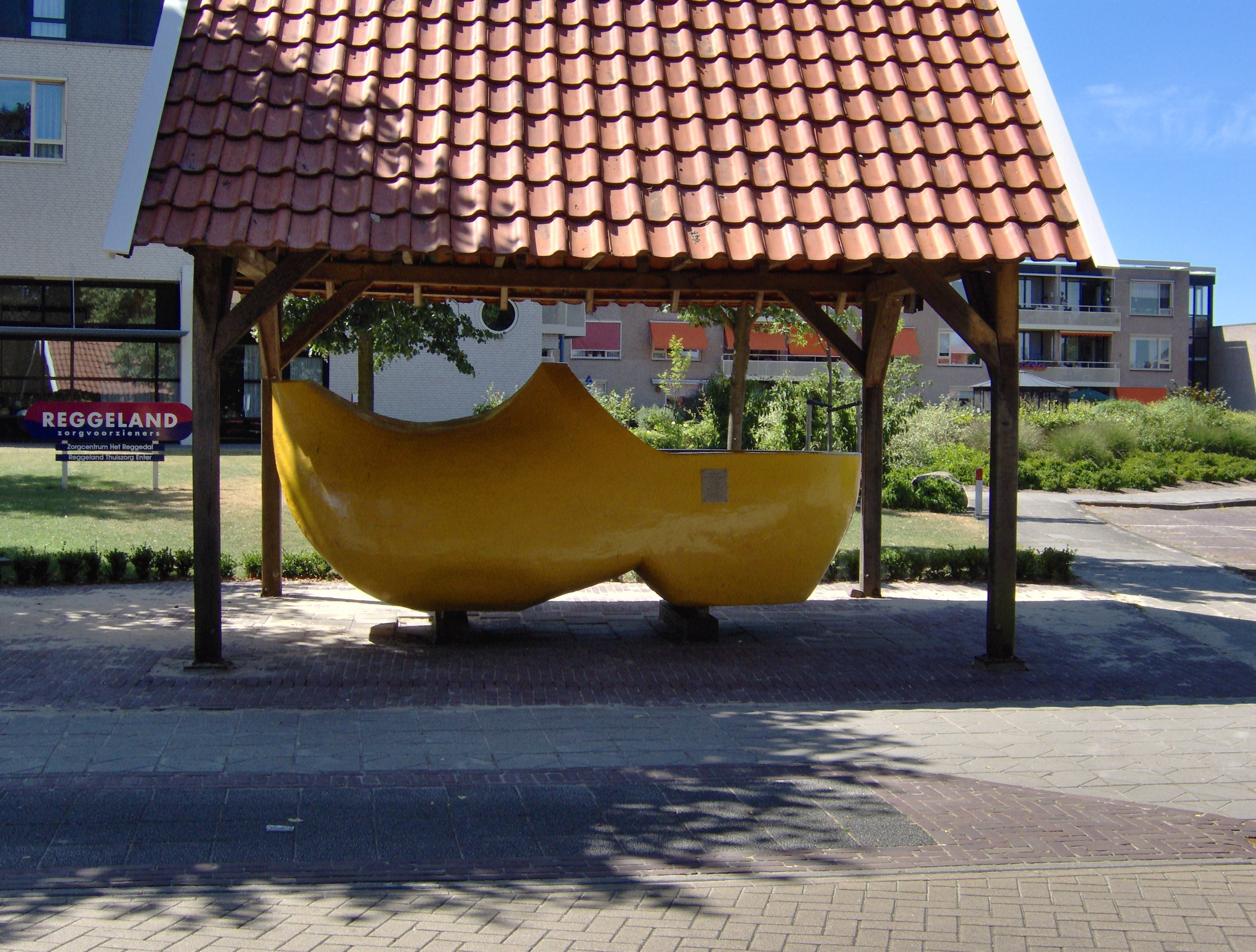
Le plus grand sabot des Pays-Bas à Enter, qui fut volé en 2012